# Самошкін Юрій Олександрович
Ю́рій Олекса́ндрович Самошкін, (нар. 4 лютого 1957) — радянський футболіст, що грав на позиції нападника. Відомий насамперед за виступами у луцькому «Торпедо», де є одним із найкращих бомбардирів та ветеранів клубу (257 матчів у чемпіонатах СРСР — 13 місце серед ветеранів команди, та 31 м'яч у чемпіонатах СРСР — 12 місце серед усіх бомбардирів клубу), виступав також за клуби «Чорноморець», «Буковина», «Кривбас» та «Дніпро» (Черкаси).

## Клубна кар'єра
Юрій Самошкін є вихованцем дрогобицької міської ДЮСШ, і як перспективний молодий футболіст для подальшого вдосконалення футбольної майстерності направлений до Львівської школи-інтернату спортивного профілю, де його тренером був Ярослав Дмитрасевич. Після закінчення навчання в футбольній школі Юрій Самошкін два роки виступав за аматорський на той час клуб СКА (Львів). Після закінчення армійської служби молодий нападник дістав запрошення від команди другої союзної ліги «Торпедо» з Луцька. Молодий нападник зумів завоювати місце в основному складі лучан, і в кількох матчах зумів здивувати місцевих уболівальників своєю технікою володіння м'ячем.
По завершенні сезону Юрій Самошкін отримав запрошення до сильнішого на той час клубу з Чернівців — «Буковини». У цій команді Самошкін провів один сезон, і також зумів запам'ятатися місцевим вболівальникам, зробивши хет-трик у домашній грі чернівчан із севастопольською «Атлантикою».
По закінченні успішного сезону в «Буковині» Юрій Самошкін отримав запрошення від вищолігового одеського «Чорноморця», але в основному складі закріпитися не зумів, зігравши лише по три зустрічі в чемпіонаті СРСР та Кубку СРСР; і догравав сезон у криворізькому «Кривбасі».
На початку сезону 1980 року Юрій Самошкін повернувся до «Торпедо», де знову став одним із основних гравців нападу команди. У кінці сезону Юрія Самошкіна запросили до львівських «Карпат», над якими нависла загроза вильоту з вищої ліги СРСР, проте на поле так і не вийшов, і по закінченні сезону повернувся до Луцька. Наступні чотири роки Юрій Самошкін був і надалі одним із лідером атак луцького клубу, і зіграв за цей період 173 матчі, у яких відзначився 24 забитими м'ячами. На початку 1985 року Самошкін покинув «Торпедо», і три роки виступав за аматорські клуби Луцька і Ковеля. У 1988 році досвідчений нападник отримав запрошення знову зіграти за команду майстрів — черкаський «Дніпро», у якому Самошкін виступав протягом сезону 1988 року. У 1989 році Юрій Самошкін повертається до Луцька, і половину сезону грає вже за луцьку команду під новою назвою — «Волинь». У цьому сезоні луцький клуб уперше став чемпіоном УРСР серед клубів другої ліги, але досвідченому футболісту не вистачило проведених матчів для отримання золотої медалі. Далі Юрій Самошкін ще кілька років виступав у аматорському луцькому «Електрику», а у сезоні 1994–1995 років спробував сили у міні-футбольному клубі з Євпаторії — «ВОМВ-Газ». У 1995–1996 роках Юрій Самошкін працював у тренерському штабі «Волиніь».